# Бржезовский, Владимир Иванович
Владимир Иванович Бржезо́вский (также встречается — Бржозовский; 22 января (3 февраля) 1890 — 23 апреля 1973, Канны) — русский военный лётчик и кавалерист, штабс-ротмистр (1916) Русской императорской армии, участник Первой мировой войны, кавалер ордена Святого Георгия 4-й степени (1917). После Октябрьской революции присоединился к Белому движению, служил в Добровольческой армии, Вооружённых силах Юга России и Русской армии Врангеля. Во время службы во ВСЮР произведён в полковники. Затем эмигрировал во Францию.

## Биография

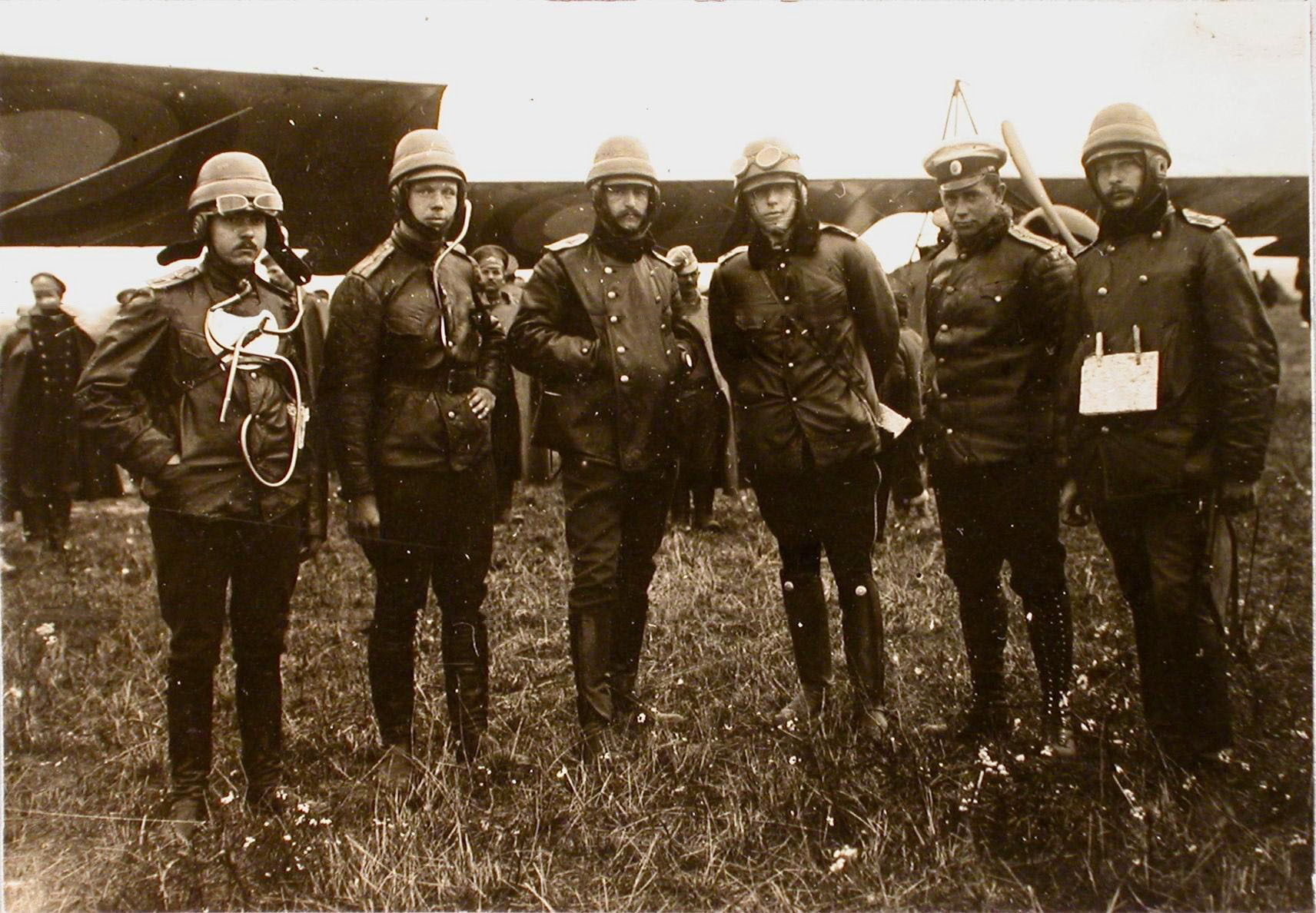
Слева направо: прапорщики Федоров и Кособрюхов, есаул Ткачев, поручик Бржезовский, лейтенант Дыбовский, поручик Журавлев. Польша, Карчевице, 1915

Владимир Бржезовский родился 22 января 1890 года в семье капитана Русской императорской армии. Принадлежал к дворянскому роду, внесённому в «Список дворянских родов Киевской губернии». Образование получил в Ярославском кадетском корпусе, который окончил в 1909 году. Затем до 1911 года обучался в Елисаветградском кавалерийском училище.
6 августа 1911 года Бржезовский был выпущен из училища в чине корнета в 6-й гусарский Клястицкий полк (г. Млава), куда прибыл через два дня после выпуска. Служил во 2-м эскадроне младшим офицером.
В сентябре 1913 года командирован в Отдел воздушного флота (г. С.-Петербург), где в составе 5-й группы приступил к занятиям на Офицерских теоретических курсах авиации при Санкт-Петербургском политехническом институте. После успешного окончания теоретического курса, для обучения полётам на аэропланах направлен в Севастопольскую военную авиационную школу, по окончании которой, с 3 июля 1914 года, был прикомандирован к 14-му корпусному авиационному отряду со званием «военный лётчик».
С августа 1914 года принимал участие в воздушных боях Первой мировой войны. 10 сентября 1914 года был произведён в чин поручика. 29 июня 1915 года поручик Бржезовский был прикомандирован к 20-му корпусному авиационному отряду 4-й армии, а 14 марта 1916 года исправлял должность командира этого отряда. 3 июля 1916 года произведён в штабс-ротмистры, а 15 июля 1917 года — в ротмистры.
В октябре 1917 года Владимир Бржезовский был направлен на учёбу в Императорскую Николаевскую военную академию, ускоренный курс которой окончил в том же году. 8 декабря 1917 года произведён в подполковники.
12 ноября 1916 года был удостоен ордена Святого Георгия IV степени. Образ Бржезовского как Георгиевского кавалера использовался для патриотической пропаганды в печати.
Во время гражданской войны в России, в 1918 году, перешёл на службу в Добровольческую армию, которая в начале января 1919 года стала частью Вооруженных сил Юга России (ВСЮР). Во время службы в рядах ВСЮР был произведён в полковники, но вскоре, 27 января 1919 года, был уволен от службы. В начале следующего года на корабле «Панама» Бржезовский был эвакуирован из Новороссийска. 28 августа того же года на корабле «Константин» приехал в Севастополь, где вступил в ряды Русской армии Врангеля, но уже в ноябре был эвакуирован из Крыма.
Владимир Бржезовский эмигрировал во Францию. Скончался 24 апреля 1973 года в Каннах, где и был похоронен.

## Награды

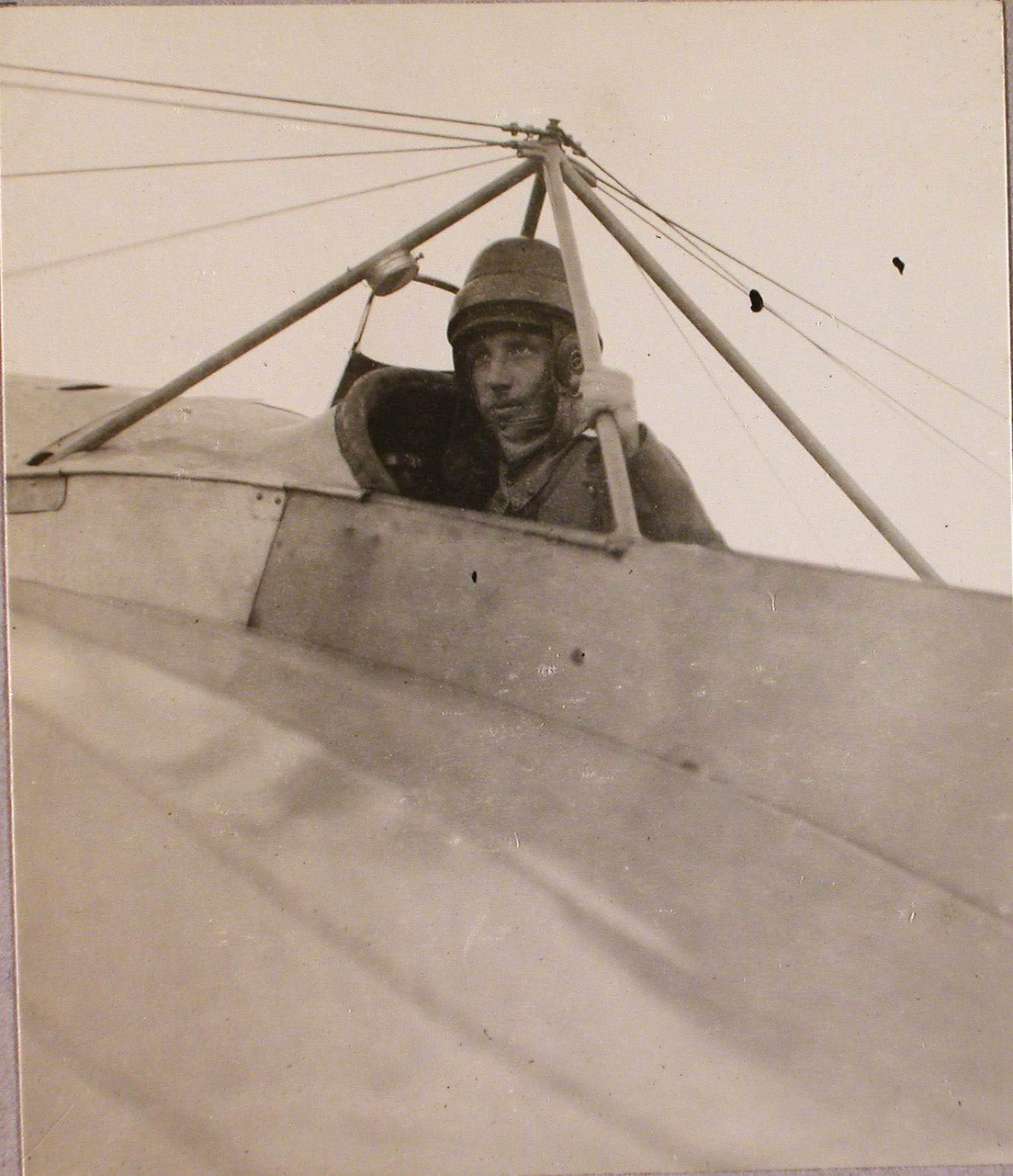
Поручик Бржезовский в кабине летательного аппарата. Ковель, Июль-август 1915

Владимир Бржезовский был удостоен следующих наград:
- орден  Святого Георгия 4-й степени (Высочайший приказ от 12 ноября 1916[8]) — «за то, что, будучи в чине поручика, 28-го августа 1915 г., при обстановке исключительной трудности и такой же опасности, отважною воздушною разведкою, во время боя, в расположении и тылу войск неприятеля, доставил верные сведения о переброске значительных сил противником к г. Якобштадту. Означенная разведка дала возможность своевременно встретить значительные силы противника у этого города, отбить целый ряд атак, предотвратив прорыв через р. Западную Двину»;
- орден Святого Владимира 4-й степени с мечами и бантом (Высочайший приказ от 4 ноября 1915) — «за отличия в период боев с 1-го декабря 1914 г. по 1-е июня 1915 г.»;
- орден  Святой Анны 2-й степени с мечами (Высочайший приказ от 13 мая 1915) — «за отличия в период боев с 21-го октября по 1-е декабря 1914 г.»;
- орден Святой Анны 3-й степени с мечами и бантом (Высочайший приказ от 1 ноября 1914) — «за отличия в период боев под г. Люблином с 13-го по 19-е августа 1914 г.»;
- орден Святой Анны 4-й степени с надписью «За храбрость» (Высочайший приказ от 31 марта 1915) — «за отличия в период боев под г. Люблином с 19-го августа по 1-е сентября 1914 г.»;
- орден Святого Станислава 2-й степени с мечами (Высочайший приказ от 5 марта 1915);
- орден Святого Станислава 3-й степени (1914), мечи и бант к ордену Святого Станислава 3-й степени (1915, за июньские бои 1915 года);
- медаль «В память 200-летия Полтавской битвы» (1909);
- медаль «В память 100-летия Отечественной войны 1812» (1912);
- медаль «В память 300-летия царствования дома Романовых» (1913).